# Mortimer Durand

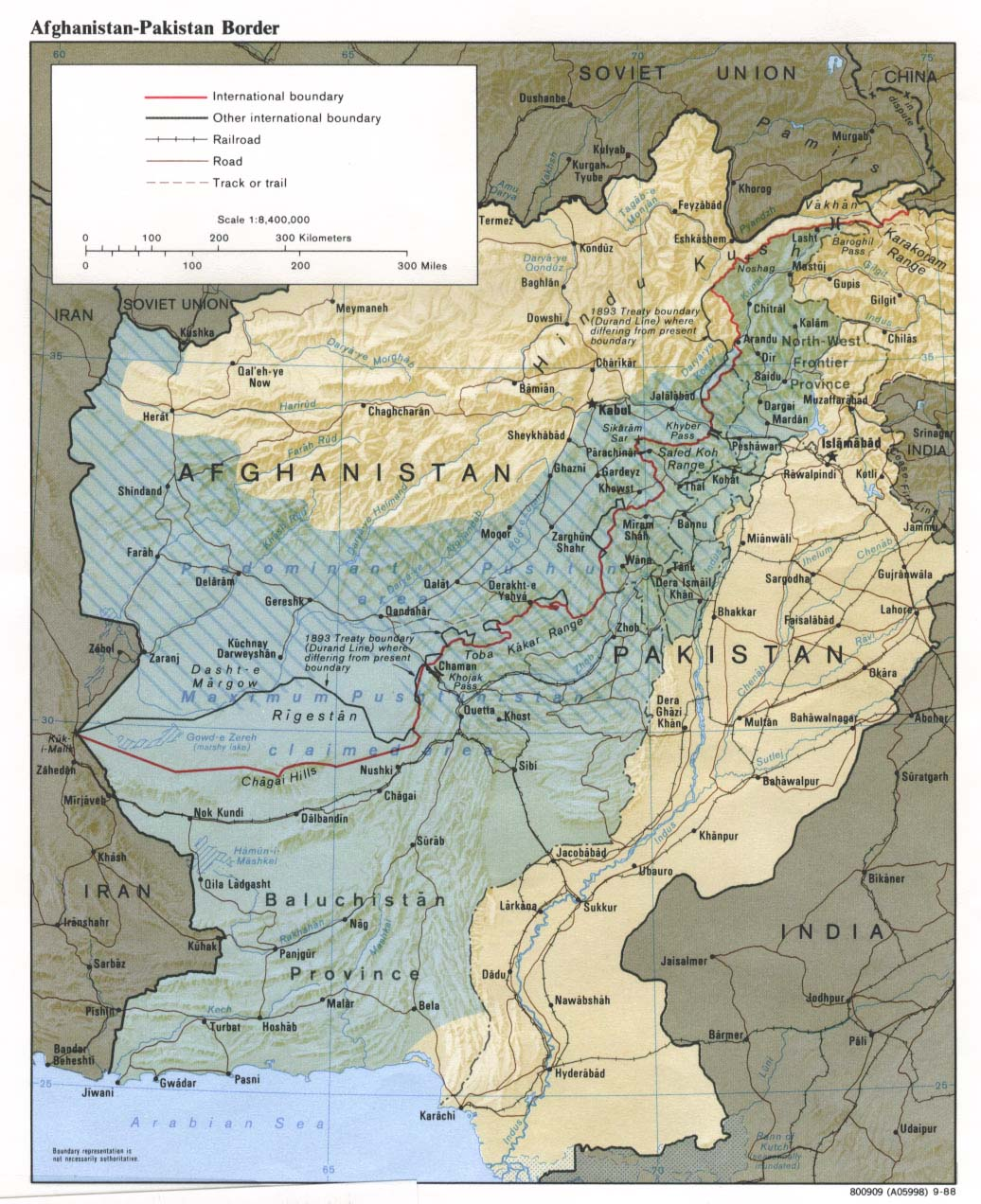
La cosiddetta linea Durand (in nero nella mappa, dove vengono evidenziati gli scostamenti dall'attuale confine afghano-pachistano (in rosso)

Sir Henry Mortimer Durand (Sehore, 14 febbraio 1850 – Polden, 8 giugno 1924) è stato un diplomatico e scrittore britannico.

## Biografia

### Carriera indiana
Durand prestò servizio in India nel 1873. Durante la seconda guerra anglo-afghana (1878-1880) fu segretario politico a Kabul. Dal 1884 al 1894 fu segretario degli esteri nell'India britannica.

### La linea Durand
Nel 1893 negoziò con Abdur Rahman Khan, emiro afghano, la frontiera fra l'India britannica e l'Afghanistan. Questo confine, la cosiddetta linea Durand, che deve a lui il suo nome, finì per creare seri problemi politici in tempi successivi, comportando la separazione di aree tribali omogenee (la cosiddetta terra dei Pashtun o Pashtunistan). La linea Durand segna tuttora, sostanzialmente, il confine fra l'Afghanistan ed il Pakistan. L'accordo raggiunto da Durand contribuì comunque a rinsaldare i buoni rapporti tra l'emiro e la corona britannica.

### Ambasciatore
Parlando correntemente il fārsi, Durand fu ministro plenipotenziario a Teheran dal 1894 al 1900. Successivamente fra il 1900 ed il 1903 fu ambasciatore in Spagna, mentre dal 1903 al 1906 negli Stati Uniti d'America.

### Opere letterarie
Dal 1906, dopo il suo ritorno in Inghilterra, si dedicò alla scrittura. Pubblicò fra l'altro una biografia del padre, il generale Henry Marion Durand (1812-1871), divenuto famoso per aver contribuito all'espugnazione di Ghazni durante la prima guerra anglo-afghana, ed alcuni romanzi (spesso con la moglie E. R. Durand (1852-1913) coautrice). Tra le sue opere si segnalano An Autumn Tour in Western Persia, pubblicata nel 1902, e Nadir Shah. An Historical Novel, risalente al 1908.

### Morte
Durand morì a Quetta, Emirato di Quetta, Sultanato del Balochistan, Britannico Balochistan, India britannica, nel 1924. Egli è stato sepolto in Durand Street, Lahore, Punjab pakistano, Pakistan.